# Журавлёва, Валентина Николаевна
Валенти́на Никола́евна Журавлёва (17 июля 1933 года, Баку — 12 марта (апреля?) 2004 года) — советский писатель-фантаст. Член СП СССР (1963), кандидат медицинских наук.
Окончила фармацевтический факультет Бакинского медицинского института (1956). В 1958 году опубликовала первые фантастические рассказы в журналах «Знание-сила» и «Техника-молодёжи» («Сквозь время» и «Эксперимент 768»).
Один из видных авторов научной фантастики 1960-х годов. Произведения посвящены исследованию нераскрытых возможностей человека, прежде всего — возможностей психики, мышления, интеллекта. «Одна из лучших представительниц прекрасной когорты советских фантастов шестидесятых», — характеризовал её литературный критик Владимир Ларионов.
Опубликовала также несколько статей, связанных с развитием научно-фантастической кинематографии.
В начале 1960-х по рассказам Журавлевой были поставлены радиоспектакли «Через невозможное — вперёд» (1961) и «Голубая планета» (1962), а также телеспектакль «Астронавт», показанный по центральному телевидению 6 июня 1964 года.
Жена и соратница писателя Г. С. Альтшуллера (Г. Альтова). С 1990 года жила в Петрозаводске.

## Книги
- Сквозь время. М. : Профтехиздат, 1960;
- Человек, создавший Атлантиду. М. : Детгиз, 1963;
- Снежный мост над пропастью. М. : Дет. литература, 1971;
- Летящие во Вселенной. М. : АСТ, 2002.